# Brice Vounang
Brice Vounang (né le 3 décembre 1982 à Baleveng) est un joueur camerounais de basket-ball.

## Carrière

### Carrière en club
Brice Vounang signe avec l'Étendard de Brest en deuxième division française pour la saison 2009-2010.

### Carrière en sélection
Brice Vounang est capitaine de l'équipe du Cameroun de basket-ball. Il a obtenu une moyenne de 12,3 points et 7 rebonds par match lors du Championnat d'Afrique de basket-ball 2007 conclue sur une médaille d'argent et une place au tournoi mondial de qualification olympique 2008. Vounang participe également au Championnat d'Afrique de basket-ball 2009, terminant à la quatrième place et au Championnat d'Afrique de basket-ball 2013, terminant à la cinquième place.